# Wanda Wojtuszewska
Wanda Wojtuszewska (ur. 1934 w Gorlicach) – polska nauczycielka, działaczka społeczna.

## Życiorys
Urodziła się w 1934 w Gorlicach. Miała pięcioro rodzeństwa. W młodości uprawiała wyczynowo sport. W rodzinnym mieście ukończyła naukę w Liceum Pedagogicznym o profilu harcerskim i specjalności wychowanie fizyczne. Na początku lat 50. była instruktorką harcerską. Wskutek nakazu pracy w 1954 zamieszkała w Sanoku. W późniejszych latach została absolwentką zaocznego studium nauczycielskie w Rzeszowie oraz studiów na kierunkach matematyki i fizyki w tamtejszej Wyższej Szkole Pedagogicznej. W Sanoku była zatrudniona jako nauczycielka. Początkowo pracowała w tamtejszym II Liceum Ogólnokształcącym w Sanoku, a potem do końca lat 80. w Szkole Podstawowej nr 1. Na przełomie lat 80./90. uczyła matematyki w Zasadniczej Szkole Zawodowej Sanockiej Fabryki Autobusów.

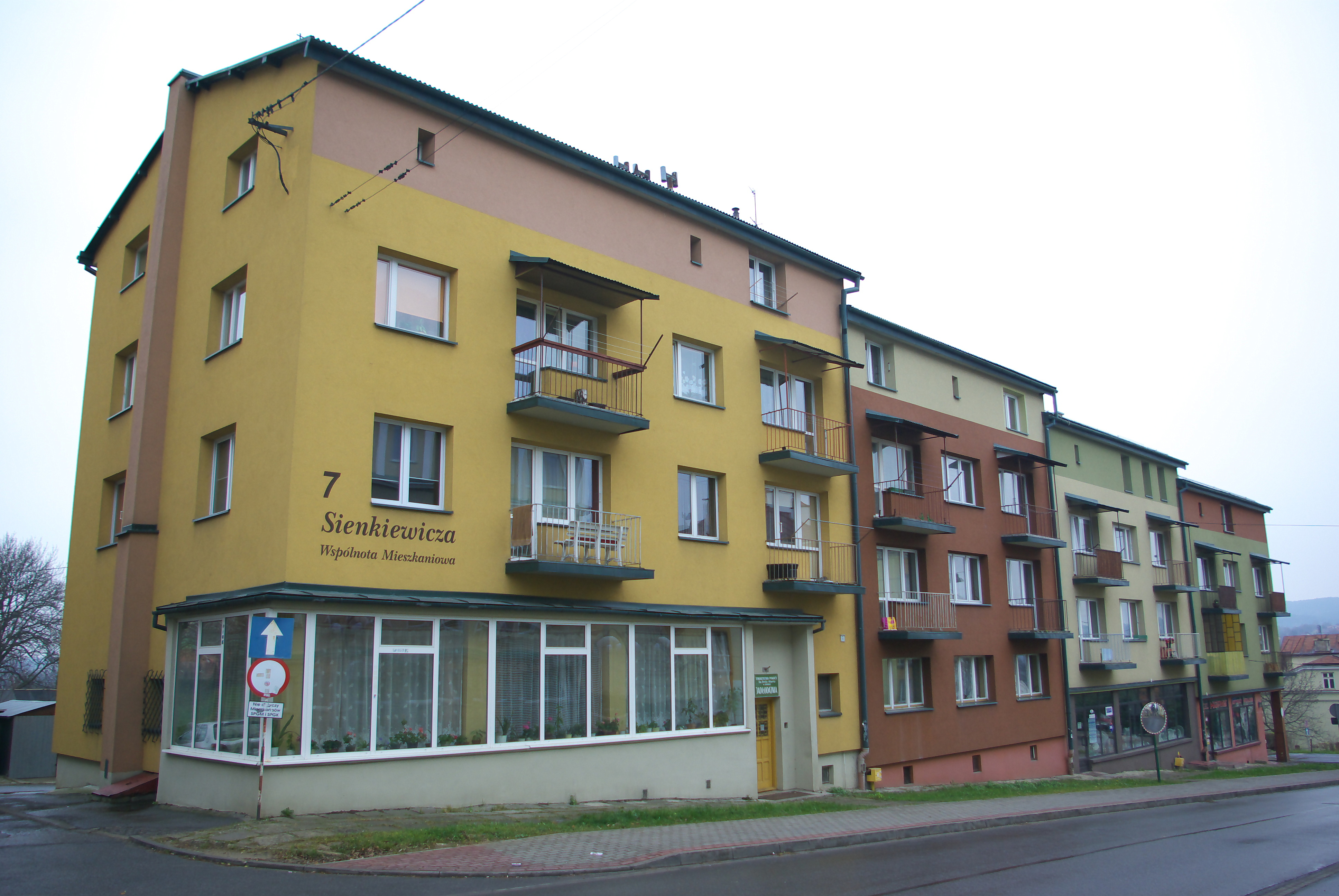
Jadłodajnia TPBA w Sanoku na parterze budynku przy ul. Sienkiewicza 7

Należała do PZPR. Była radną Miejskiej Rady Narodowej (MRN) w Sanoku kadencji 1988-1990, w obu przypadkach zasiadając w Komisji Oświaty i Kultury. 
W 1989 działając w ramach Komitetu Obywatelskiego „Solidarność” udzielała się w pomocy potrzebującym. W wyborach samorządowych w 1990 startowała z listy sanockiego KO „Solidarność” i uzyskała mandat radnej Rady Miasta Sanoka I kadencji (1990–1994). Należała do Zjednoczenia Chrześcijańsko-Narodowego. Była inicjatorką powstania 17 września 1991 koła Towarzystwa Pomocy im. św. Brata Alberta w Sanoku. Została prezesem tegoż koła. 10 listopada tego roku otwarto jadłodajnię dla najuboższych przy ul. Henryka Sienkiewicza. W kolejnych latach kierowane przez nią koło realizowało kolejne dzieła działalności charytatywnej, m.in. punkt przyjmowania darów „Dar Serca” oraz prysznice przy ul. Kościuszki (1992), schronisko dla bezdomnych mężczyzn w Olchowcach (1993, od 1999 Dom Inwalidy Bezdomnego), Dom Opieki Społecznej przy ul. Rymanowskiej (1997, w 2009 otwarte w przekazanym w 2002 budynku w Olchowcach), programy „Wyprowadzić na prostą” (2005), „Rozjaśnić lata naszej starości” (2006). Stanowisko prezesa koła pełniła przez 16 lat, do listopada 2007. W wyborach samorządowych 1998 uzyskała mandat radnej Rady Powiatu Sanockiego startując z listy Akcji Wyborczej Solidarność jako członkini ZChN. Zainicjowała też powstanie Stowarzyszenia Pomoc Rodzinie im. Św. Ks. Zygmunta Gorazdowskiego w Sanoku w 2007 (wspierającego potrzebujące dzieci), Zakładu Pielęgnacyjno-Opiekuńczego im. św. Brata Alberta w Sanoku oraz zaangażowała się w działalność Społecznego Towarzystwa Opieki nad Zwierzętami w Sanoku, Fundacji Zdrowia na Rzecz Szpitala w Sanoku przy ul. 800-lecia 26. Za jej sprawą powstał punkt integracyjny dla dzieci i seniorów w pomieszczeniu stacji kolejowej Sanok Miasto. Podjęła starania zmierzające do utworzenia w Sanoku domu samotnej matki w budynku przy ul. Matejki im. Jana Kellera.
Od 1959 zamężna ze Zdzisławem (1934-2011), ma troje dzieci: Jerzego, Beatę, Agnieszkę.

## Odznaczenia
- Krzyż Kawalerski Orderu Odrodzenia Polski (1988)[7]
- Pro Ecclesia et Pontifice (nadanie w 1999, dekoracja w 2001)[22][23][24][3]
- Odznaka honorowa „Za Zasługi dla Ochrony Praw Człowieka” (2016)[18][25]
- Wpis do Złotej Księgi Polskiego Samorządu (2002)[1]
- Nagroda Burmistrza Miasta Sanoka za rok 2006[3]
- Statuetka „Dobrego Pasterza” (2011, przyznana przez Caritas Archidiecezji Przemyskiej)[26][3]